# Celosia angustifolia
Celosia angustifolia är en amarantväxtart som beskrevs av Schinz. Celosia angustifolia ingår i släktet celosior, och familjen amarantväxter. Inga underarter finns listade i Catalogue of Life.